# リナックスアカデミー
リナックスアカデミーは、日本初のオープンソースを専門とする教育施設。社会人の再教育を教育理念としており、株式会社リカレントが運営している。オープンソースソフトウェアを中心とするITエンジニアの養成を行っている。
LinuxネットワークエンジニアおよびJavaデータベースエンジニア、PHP・Webプログラマー、Webデザインエンジニア、フロントエンドエンジニアなどの養成を行っている。単に技術スキル教育だけでなく、LAキャリアセンターを中心とする就職や転職などの支援活動にも重きをおいている。
初心者を対象とする個人向け教育においては、5000名近くのITエンジニアを輩出したり、Linuxの技術者認定であるLinux Professional Institute Certification (LPIC) の合格者が2500名を超えたりと実績をあげている。また、法人を対象とした経験者向けの研修も充実しており、特にオープンソースを中心とするカスタマイズ研修に実績がある。

## 沿革
- 2001年4月  - 東京・南新宿で開校（新宿校）。Linuxネットワークエンジニア講座を開設
- 2001年4月  - LPI Japanのプラチナスポンサーとなる
- 2001年10月 - Javaエンジニア講座を開設
- 2002年7月  - 渋谷校を開校
- 2003年4月  - 名誉学校長に國井利泰が就任
- 2003年4月  - LPI Japan アカデミック認定校 第1号として認定
- 2004年12月 - PostgreSQL CE認定校に認定
- 2005年2月 - ミラクル・リナックス社とIT技術者育成事業において提携
- 2005年5月  - 東京・西新宿に東京本校を開設（都内4拠点を拡大統合）
- 2005年12月 - Linux Professional Institute Certification (LPIC) 合格者が1000名を突破
- 2006年10月 - ワンテーマ型短期研修サービス「LAオープンソースユニバーシティ」を開始
- 2006年11月 - 「LAMP／Webプログラミング講座」の開始を発表
- 2007年8月 - CCNA合格者が500名を突破
- 2008年9月 - 株式会社アシストとLPIC研修の提供において提携
- 2009年5月 - 横浜西校を開校
- 2009年8月 - 東京本校を南新宿に拡大移転
- 2009年9月 -  LPIC合格者が2000名を突破
- 2010年10月 - 「Android／スマートフォン講座」の開始を発表
- 2010年11月 - LA渋谷ANNEX、LA池袋ANNEXを開校
- 2010年11月 - Webデザインエンジニア講座を開設
- 2013年4月 - スクール名をリカレントリナックスアカデミーに改称
- 2015年4月 - LPIC合格者が2700名を突破